# Lenore
Lenore ist ein weiblicher Vorname, eine Kurzform von Eleonore.

## Bekannte Namensträgerinnen
- Lenore Aubert (1913–1993), austro-amerikanische Schauspielerin
- Lenore Blegvad (1926–2008), US-amerikanische Autorin von Kinderliteratur
- Lenore Blum (* 1942), amerikanische mathematische Logikerin und Informatikerin
- Lenore Jackson Coffee (1896–1984), amerikanische Drehbuchautorin
- Lenore Kasdorf (* 1948), amerikanische Filmschauspielerin
- Lenore Kight (1911–2000), US-amerikanische Schwimmerin
- Lenore Ripke-Kühn (1878–1955), deutsche Philosophin, Pianistin und Reiseschriftstellerin
- Lenore Smith (* 1958), australische Schauspielerin
- Lenore Tawney (1907–2007), US-amerikanische Textilkünstlerin
- Lenore Von Stein (* 1946), amerikanische Komponistin, Sängerin und Schauspielerin
- Lenore Volz (1913–2009), deutsche evangelische Theologin, eine der ersten Frauen, die in Württemberg als Pfarrerin
- Margarethe Lenore Selenka (1860–1922), deutsche Zoologin, Frauenrechtlerin und Friedensaktivistin
- Sutton Lenore Foster (* 1975),  US-amerikanische Schauspielerin, Sängerin und Tänzerin, siehe Sutton Foster

## Literarische Figur
Von Gottfried August Bürger stammt die für ihre Unheimlichkeit bekannte Ballade Lenore.
Edgar Allan Poe hat dieses Thema 1841 mit der Erzählung Eleonora und 1843 mit dem Gedicht Lenore wieder aufgegriffen. Auch in seinem berühmtesten Gedicht, The Raven, erscheint sie als die verstorbene Geliebte des Erzählers.
Auch die Titelfigur aus Lenore, the Cute Little Dead Girl, einem Comic des amerikanischen Comiczeichners Roman Dirge, basiert lose auf Poes Erzählung.